# Mike O’Neill
Mike O’Neill (* 1938 in Lowton, Lancashire; † Oktober 2013) war ein britischer Pianist, Keyboarder und Songwriter.

## Leben und Wirken
Mike O’Neill arbeitete zunächst als Stahlarbeiter, bevor er autodidaktisch das Klavierspiel lernte und nach London zog, um eine Karriere in der Musikszene anzustreben. Nach der Mitgliedschaft bei Colin Hicks and the Cabin Boys leitete er die Instrumentalband Nero and the Gladiators, die in römischen Gewändern auftraten und 1961 eine Reihe von Singles bei Decca Records einspielte, wie Entry of the Gladiators und In the Hall of the Mountain King. Nachdem O’Neill die Band verlassen hatte, spielte er in der Popband The Ivy League und bei den John Barry Seven. Anschließend war er mit Tony Colton und Chas Hodges Gründungsmitglied von Heads Hands & Feet. In dieser Zeit spielte er als Sessionmusiker mit The Beatles, Jerry Lee Lewis, Dusty Springfield, Shirley Bassey, Deep Purple, Chuck Berry und Donovan (A Gift from a Flower to a Garden, 1967). Ferner jammte er mit Jimi Hendrix und tourte mit Joe Cocker. Als sein Schulfreund Clive Powell nach London kam, lebte dieser zunächst in O’Neills Wohnung in der Old Compton Street in Soho, bevor er als Georgie Fame Karriere machte und auch Songs von Mike O’Neill aufnahm, wie Is It Really The Same.
In den 1970er Jahren arbeitete O’Neill vorwiegend im Theaterbereich und war Geschäftsführer der 7:84 Theatre Company. Dort lernte er auch seine künftige Frau, die Schauspielerin Rachel Bell kennen, die er 1979 heiratete. In dieser Zeit arbeitete er mit dem Dramatiker John McGrath und den Schauspielern Colm Meaney und Alan Ford zusammen. Er starb 2013 im Alter von 75 Jahren an den Folgen einer Krebserkrankung.

## Diskographische Hinweise
- The Ivy League: This Is The Ivy League (Picadilly, 1965)
- Poet and The One Man Band (Verve Forecast, 1969)
- Heads Hands & Feet ({Island Records, 1971)